# Никулино (Василевское сельское поселение)
Никулино, Микулино, Костоломово — исчезнувшая деревня Торопецкого района Тверской области. Располагалась на территории Василёвского сельского поселения.

## География
Деревня была расположена в юго-восточной части района, примерно в 12 километрах к северо-востоку от Торопца. Ближайшим населённым пунктом являлась деревня Лашери.

## История
Деревня впервые упоминается на топографической карте Фёдора Шуберта, изданной в 1871 году. Имела 4 двора.
В списке населённых мест Псковской губернии за 1885 год значится деревня Никулино (Микулино, Костоломово). Располагалась при колодце в 12 верстах от уездного города. Входила в состав Туровской волости Торопецкого уезда. Имела 5 дворов и 23 жителя.
На карте РККА 1923—1941 годов обозначена деревня Никулино. Имела 6 дворов.